# Циклантовые
Цикла́нтовые (лат. Cyclanthaceae) — семейство однодольных цветковых растений.

## Биологическое описание
Виды семейства Циклантовые — кустарники, лианы или травянистые растения. Листья у растений очерёдные. Цветки растений мелкие, собраны в соцветия.

## Распространение
Виды семейства Циклантовые встречаются в Центральной Америке и в тропических районах Южной Америки, а также в Вест-Индии.

## Таксономия
Семейство Циклантовые включает 12 родов:
- Asplundia Harling — Асплундия
- Carludovica Ruiz & Pav. — Карлюдовика
- Chorigyne R.Erikss.
- Cyclanthus Poit. ex A.Rich. — Циклантус
- Dianthoveus Hammel & Wilder
- Dicranopygium Harling — Дикранопигиум
- Evodianthus Oerst. — Эводиантус
- Ludovia Brongn. — Людовия
- Schultesiophytum Harling — Шультезиофитум
- Sphaeradenia Harling — Сферадения
- Stelestylis Drude — Стелестилис
- Thoracocarpus Harling — Торакокарпус

## Интересные факты
Растение Carludovica divergens, которое относится к роду Carludovica, иногда добавляется в напиток аяуаска.